# Paul Scheer
Paul Christian Scheer (Huntigton, Nova Iorque, 31 de Janeiro de 1976) é um actor, comediante, escritor e produtor americano. Ele co-criou e estrelou o programa de televisão de comédia Human Giant da MTV e actualmente co-estrela como Andre na série de televisão de comédia do FX, The League. Ele também estrela atualmente como Trent Hauser no programa do Adult Swim NTSF: SD: SUV:: que ele criou. Scheer pode ser ouvido em seu podcast semanal Earwolf altamente popular How Did This Get Made? que disseca filmes ruins e fez aparições recorrentes em programas de televisão como Best Week Ever, 30 Rock, Funny or Die Presents, Parks and Recreation, Party Down, Yo Gabba Gabba e Children's Hospital.

## Filmografia

### Filmes
- Blackballed: The Bobby Dukes Story (2004)
- School for Scoundrels (2006)
- Watching the Detectives (2007)
- Meet Dave (2008)
- The Onion Movie (2008)
- Bride Wars (2009)
- Year One (2009)
- Piranha 3D (2010)
- Ass Backwards (2011)
- Piranha 3DD (2011)
- RapturePalooza (2011)

### Televisão

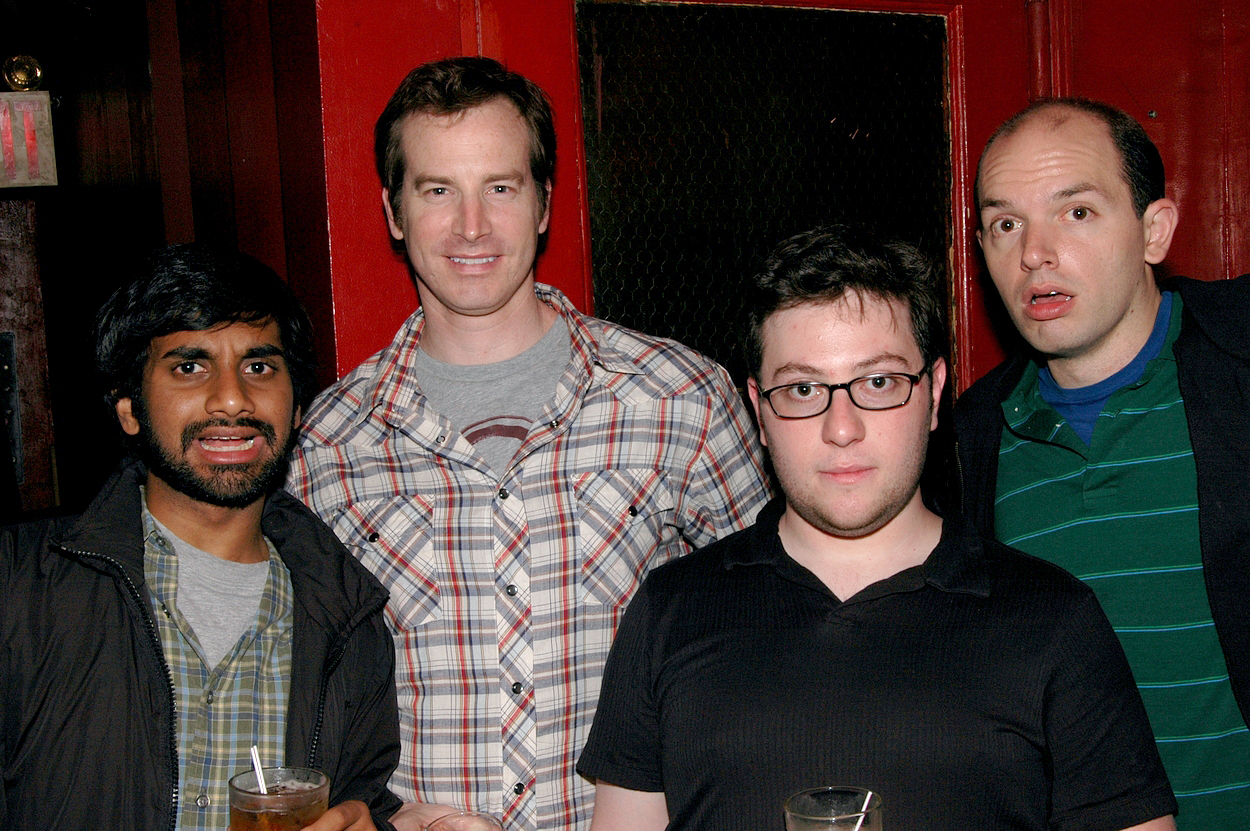
O elenco de Human Giant: Aziz Ansari, Rob Huebel, Jason Woliner & Paul Scheer (Maio de 2007).

- Upright Citizens Brigade (1998-2000, 6 episódios)
- Burly TV (2001)
- Late Night with Conan O'Brien (2003-2006)
- Crossballs (2004)
- Best Week Ever (2004-2009)
- Starveillance (2006)
- Raines (2007, 1 episódio)
- Human Giant (2007-2008)
- Fat Guy Stuck in Internet (2008, 1 episódio)
- Parks and Recreation (2009, 2 episódios)
- Reno 911! (2009, 3 episódios)
- 30 Rock (2009, 2 episódios)
- Yo Gabba Gabba (2009, 3 episódios)
- The League (2009-presente)
- The Benson Interruption (2010, 1 episódio)
- Childrens Hospital (2010-2011, 2 episódios)
- Funny or Die Presents (2010-presente)
- Nick Swardson's Pretend Time (2010, 1 episódio)
- Party Down (2010, 1 episódio)
- Players (2010, 1 episódio)
- The Sarah Silverman Program (2010, 1 episódio)
- Happy Endings (2011, 1 episódio)
- NTSF:SD:SUV: (2011-presente)
- Traffic Light (2011, 1 episódio)